# AMF Bowling Pinbusters!
AMF Bowling Pinbusters! é um jogo de videogame de boliche. O jogo foi lançado para o Wii em 20 de novembro de 2007 e para o Nintendo DS em 10 de junho de 2008. O jogo tem múltiplos reviews.

## Versão do Wii
O Wii Remote permite que o jogador simule as jogadas como em um jogo de boliche real, utilizando movimentos semelhantes. O ambiente em que o jogo se passa oferece luzes de neon entre outros efeitos visuais.
Os jogadores podem escolher entre 8 personagens, como o Surfista, Sargento, Garota Punk Rock, Cowgirl e o Rapper - cada um com uma personalidade diferente.

## Versão do Nintendo DS
Na versão do DS, a qual foi desenvolvida pela Vir2L Studios, existem 12 personagens diferentes e diversas locações. Cada personagem tem o seu movimento especial. Existem quatro modos de jogo: World Cup, Precision, Duckpins e Practice. Em adicional, existe ainda modos multiplayers que utilizam a Nintendo Wi-Fi Connection.